# Francisco Ponce de León Pacheco
Francisco Ponce de León Pacheco fue un abogado y político peruano. Formó parte de la Escuela Cuzqueña, generación de alumnos cusqueños que se agruparon en torno al regionalismo, indigenismo y descentralismo y es calificada como la generación más brillante que se produjo en el Cusco durante el siglo XX y la que tuvo un periodo de influencia más largo.
Nació en Urubamba en 1891, hijo de Marcelino Ponce de León y Eulogia Pacheco. Se casó el 11 de febrero de 1920 con Elvira Gonzales del Castillo y tuvo cinco hijos: Marcelino, Lia, Aida, Francisco y Georgina Ponce de León Gonzales. Estudió en la Universidad de San Antonio Abad formando parte de la generación denominada Escuela Cuzqueña. Se graduó como abogado en 1913 con una tesis dedicada a las figuras consuetudinarias del arrendamiento rural. Participó en la reforma de la universidad de 1909 y desde 1912 fue parte del grupo que publicó la Revista Universitaria fundada por el rector de la Universidad del Cusco Albert Giesecke junto con otras personalidades del ambiente académico cusqueño de la época como Luis E. Valcárcel, José Uriel García, Rafael Aguilar Páez, Miguel Corazao, Humberto Luna Pacheco, Francisco Tamayo, José Mendizábal y Luis Rafael Casanova. Es autor de artículos jurídicos de derecho de familia y sobre la situación de los indígenas.
Fue elegido diputado por la provincia de Chumbivilcas en 1939 con 388 votos por el partido Concentración Nacional que postuló también a Manuel Prado Ugarteche a la presidencia de la república. Fue reelegido como diputado por el departamento del Cusco en 1950 durante el gobierno de Manuel A. Odría con 13413 votos preferenciales a nivel departamental.
Falleció en la ciudad del Cusco el 24 de abril de 1988 a la edad de 97 años.